# Гашлома, Михаил Фёдорович
Михаи́л Фёдорович Гашлома́ (род. 15 февраля 1949, Фрунзе) — советский и киргизский тренер по боксу. Работал тренером во фрунзенской секции Вооружённых Сил СССР, главный, старший тренер национальной сборной Республики Кыргызстан, неизменный личный тренер титулованного боксёра Андрея Курнявки, чемпиона мира и победителя ряда других крупных турниров. Мастер спорта СССР. Заслуженный тренер Киргизской ССР. Заслуженный тренер СССР (1989).

## Биография
Михаил Гашлома родился 15 февраля 1949 года в городе Фрунзе Киргизской ССР, представитель болгарской диаспоры в Киргизии.
В течение многих лет работал тренером в секции бокса Вооружённых Сил СССР в городе Фрунзе. За выдающиеся успехи на тренерском поприще удостоен звания заслуженного тренера Киргизской ССР.
За долгие годы тренерской работы подготовил многих талантливых спортсменов, в том числе четырёх мастеров спорта, восемь чемпионов Кыргызстана. Один из самых известных его воспитанников — заслуженный мастер спорта Андрей Курнявка, чемпион мира, победитель Игр доброй воли, бронзовый призёр чемпионата Европы, участник летних Олимпийских игр в Атланте. Являлся его личным тренером с детского возраста на протяжении всей спортивной карьеры. Когда в 1989 году Курнявка одержал победу на чемпионате мира, Гашломе было присвоено почётное звание «Заслуженный тренер СССР».
После распада Советского Союза продолжил осуществлять тренерскую деятельность в Кыргызстане. Занимал должности главного и старшего тренера национальной сборной по боксу Республики Кыргызстан: возглавлял команду в середине 90-х годов вплоть до неудачи на Азиатских играх 1998 года, а потом помогал в работе Шайбеку Карагазиеву. Тренер Центра фитнеса и бокса «Strong» в Бишкеке.
В 2012 году Федерация бокса Кыргызстана включила Михаила Гашлому в число десяти лучших тренеров за всю историю кыргызского бокса.